# Solana del Pino
Solana del Pino – gmina w Hiszpanii, w prowincji Ciudad Real, w Kastylii-La Mancha, o powierzchni 180,08 km². W 2011 roku gmina liczyła 405 mieszkańców.